# Germán Ibarra
Germán Ibarra Morán (Rancagua) es un diplomático chileno, actual Embajador de Chile en Croacia (2011- ). Ha sido Cónsul General en Alemania (2002-2003) y Embajador de Chile en Austria (1988-1991) y Alemania (1995-1996).

## Biografía
Realizó sus estudios primarios y secundarios en el Colegio Padres Franceses, Viña del Mar y Valparaíso. Y sus estudios universitarios en la Universidad de Chile, Facultad de Ciencias Políticas y Administrativas.
En 1978 a 1979, es premiado con el Premio Idioma Alemán de parte de la Academia Diplomática de Chile, y cursa una beca en la “Internationales Institut für Politik und Wirtschaft” en Hamburgo, entre febrero y marzo de 1980. Hace su Práctica Consular en el Consulado General en Mendoza, en abril y junio de 1980. Después Ibarra es parte de la Dirección de Política Multilateral del Departamento OEA, siendo Tercer Secretario, entre julio y diciembre de 1980. En 1981 asume como Segundo Secretario en la Embajada en Suecia, entre los periodos de enero de 1981 hasta enero de 1986. En 1988 es designado, Embajador de Chile en Austria, hasta abril de 1991. Y es designado en 1991, Cónsul Adjunto al Consulado General en Caracas entre los periodos de abril de 1991 a enero de 1993. En 1993 asume como Primer Secretario de la Dirección de Política Bilateral en el Escritorio Argentina, entre enero de 1993 hasta enero de 1995. En 1995 es designado Embajador en Alemania, Bonn, entre enero de 1995 a agosto de 1996. Es designado Consejero en el 2000 de parte del Cónsul en Comodoro Rivadavia, funcionando así entre agosto de 1996 a enero del 2000. En el 2000 es integrante de la Asamblea del Milenio del Departamento Naciones Unidas, Dirección de Política Multilateral, entre agosto del 2000 hasta diciembre de ese mismo año. Y ese mismo año Ibarra es parte de la Unidad Argentina en la Dirección de América del Sur, entre diciembre de 2000 hasta enero del 2002. En el 2002 es designado Cónsul General en Alemania en Frankfurt, funcionando así entre enero del 2002 hasta febrero del 2003. En el 2003 es designado Ministro Consejero de Embajada en Alemania en Berlín, entre febrero del 2003 abril del 2007. En el 2007 es integrante de la Dirección de Política Multilateral siendo Subdirector de la OEA en Asuntos Hemisféricos, entre mayo de 2007 a marzo del 2008. Obtiene en el 2007 una Beca de parte del “VI Curso Internacional para Diplomáticos Latinoamericanos de Alto Nivel”, viajando a China, entre el 29 de octubre al 12 de noviembre de 2007. Entre abril y agosto del 2008, es Subdirector América del Sur, Argentina, Brasil, Paraguay y Uruguay. En septiembre del 2008 y septiembre del 2011 se desempeña como Ministro Consejero de Embajada en Países Bajos. El 18 de octubre de 2011 es designado Embajador de Chile en Croacia, Zagreb.
Desde el año 1971 es Voluntario de la 3a. Compañía de Bomberos de Valparaíso, Bomba "Cousiño & Agustín Edwards".
Actualmente está casado con Daniça Drina Bacigalupo Kraljevic y tiene 3 hijos. Habla el idioma alemán, Inglés y el español por naturaleza al ser su idioma natal. Ha recibido condecoraciones de distintos países como Brasil, Austria y Países Bajos.